# الکساندر ۲۳
الکساندر گلانتز (متولد ۲۳ ژانویه ۱۹۹۵)، معروف به الکساندر ۲۳، خواننده، ترانه‌سرا، موزیسین، مهندس و تهیه‌کننده ضبط است. وی از زمان انتشار اولین رشته تک آهنگ‌ها و تک‌آهنگ تبلیغاتی در سال ۲۰۱۹، با هنرمندانی مانند سلنا گومز، جرمی زاکر، چلسی کاتلر، ام اکس ام تون و اولیویا رودریگو همکاری کرده و صدها میلیون استریم را در اسپاتیفای جمع کرده‌است.

## اوایل زندگی
گلنتز در دیرفیلد واقع در حومه شیکاگو در ایلینوی بزرگ شد. در سن هشت سالگی، گلنتز پدرش را دید که گیتار می‌نواخت و الهام‌بخش او برای یادگیری نیز بود. او به عنوان یک نوجوان به یک گروه پیوست که در آن یادگرفت چگونه گیتار، پیانو و درام بزند.
بعد از دبیرستان، گلنتز برای مهندسی به مدرسه رفت، اما یک سال بعد ترک تحصیل کرد تا موسیقی را جدی‌تر دنبال کند. سپس گلنتز به لس‌آنجلس رفت تا ترانه‌سرایی را شروع کند و برای دیگران تولید کند و به زودی او تصمیم گرفت تا برای خود آهنگ بنویسد و خودش به عنوان هنرمند فعالیت کند.